# مقاطعة بتنسة

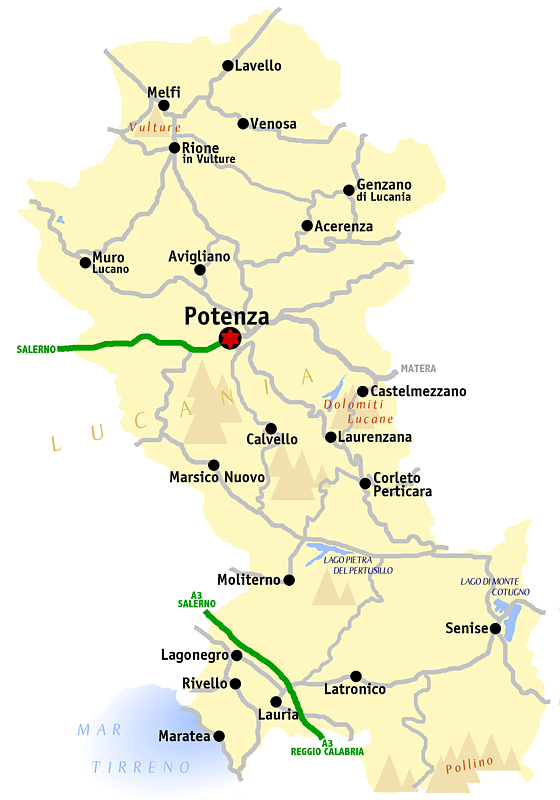
خريطة مقاطعة بُتِنسة

مقاطعة بُتِنْسَة أو (نقحرة: بوتنسا) (بالإيطالية: Provincia di Potenza) هي مقاطعة في جنوب إيطاليا في إقليم بَزِلِكاتة، وعاصمتها هي مدينة بُتِنسة. يبلغ مجموع السكان 388.164 ومساحتها 6548 كيلومتر مربع وبها 100 مدينة وبلدة. لها إطلالة صغيرة على بحر طرانة جهة الجنوب الغربي، يحدها غربا إقليم كمبانية عند مقاطعة سلرنو ومقاطعة أبلينة، وشمالا إقليم بولية عند مقاطعة فودجا ومقاطعة برلت أندرة طرانة ومقاطعة باري، ومن ناحية الشرق مقاطعة متيرة، وجنوبا إقليم قلورية عند مقاطعة كوزنسا.
في عام 272 ق.م غزا المقاطعة الجيش الروماني. وأسماها الحكام الجدد بزلكاتة ثم لُكانية. في أواخر القرن الحادي عشر، أصبحت المنطقة جزءا من دوقية في وقت النورمان ومن القرن الثالث عشر صارت جزءا من مملكة نابُل. لكن في الواقع كان يحكم بُتِنسة أمراء الحرب المحليين. في عام 1861 توحدت المقاطعة مع بقية إيطاليا لتشكيل مملكة إيطاليا.
عانت المنطقة من عدد لا يحصى من الزلازل وماتزال في مجال منطقة نشاط زلازلي.